# Tobias Heinrich Gottfried Trost
Pour les articles homonymes, voir Trost.
Tobias Heinrich Gottfried Trost (né vers 1680 et décédé le 12 août 1759 à Altenbourg) est un facteur d'orgue en Thuringe, contemporain de Johann Sebastian Bach.
Fils du facteur d'orgue Johann Tobias Gottfried Trost, il est surtout connu pour la conception et la construction du grand orgue baroque de la Stadtkirche de Waltershausen et pour celui de l'église du Château d'Altenbourg, mais il a aussi à son actif de nombreuses orgues de Thuringe.
Très créatif et inventif, Trost était par contre assez peu doué pour les affaires. Ses relations avec ses clients se dégradaient régulièrement à cause de prix proposés largement sous-estimés et de délais de livraison souvent dépassés.

## Liste des orgues construits
- 1701 : Tonna
- 1705 : Aschara

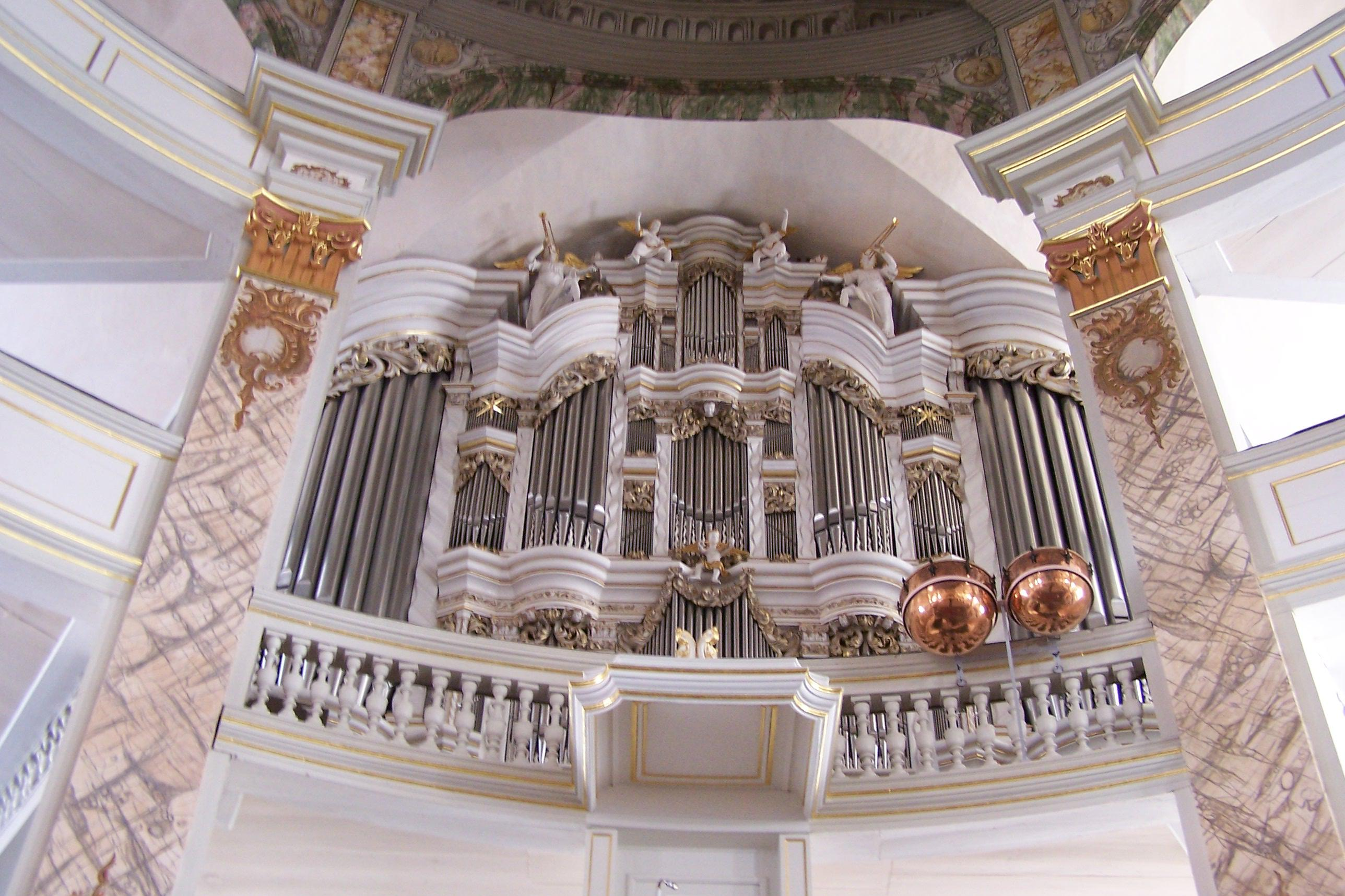
Les orgues Trost de l'église de Waltershausen.

- 1706 : Eckardtsleben (Bad Langensalza)
- 1709-1713 : Döllstedt
- 1712-1716 : Großengotem
- 1720-1723 : Großstöbnitz
- 1722-1730 : Waltershausen
- 1730 : Stünzhain
- 1731-1733 : Eisenberg
- 1735 : Altenbourg (Sachsen-Altenburg) Château d'Altenbourg (Positif)
- 1736-1739 : Altenbourg (Sachsen-Altenburg) Château d'Altenbourg (Grandes orgues)
- 1744-1746 : Thonhausen
- 1746 : Bocka
- 1746 : Nobitz
- 1747-1748 : Löhma
- 1747-1750 : Saara (bei Schmölln)
- 1747 : Eisenberg